# Columba unicincta
La paloma del Congo (Columba unicincta) es una especie de ave de la familia Columbidae, propia de la selva tropical africana.
Se encuentra en Angola, Camerún, República Centroafricana, Congo Brazaville, Congo Kinshasa, Costa de Marfil, Guinea Ecuatorial, Gabón, Ghana; Guinea, Liberia, Nigeria, Ruanda, Sierra Leona, Sudán del Sur, Sudán, Tanzania, Uganda, Zambia.